# Разума, Регина
Реги́на Ра́зума (латыш. Regīna Razuma, урождённая Весере, латыш. Regīna Vesere; 22 сентября 1951, Рига, СССР — 14 мая 2023) — советская и латвийская актриса театра и кино.

## Биография
Родилась 22 сентября 1951 года в Риге в многодетной семье. В 1968 году окончила Рижское хореографическое училище.
С 1968 по 1974 год артистка балета Государственного ансамбля песни и танца «Дайле». В 1971 году начала сниматься в кино. Завершила балетную карьеру в 1975 году.
С 1975 по 1978 год занималась в Народной студии киноактёра при Рижской киностудии.
В 1982 году окончила актёрское отделение театрального факультета Латвийской государственной консерватории им. Язепа Витола.
С 1980 по 1992 год актриса Государственного академического художественного театра имени Райниса. С 1992 по 2023 год актриса Нового Рижского театра.
Служила моделью для художницы Майи Табаки, самая известная работа последней — «Портрет Регины Разумы».
Умерла 14 мая 2023 года.

## Фильмография
- 1972 — Танец мотылька — Соня
- 1973 — Афера Цеплиса — Аустра Зиле
- 1974 — Приморский климат — Дайна
- 1975 — Стрелы Робин Гуда — Мария
- 1976 — Такая она, игра — Инга
- 1979 — Акванавты — Эллен
- 1979 — Ждите «Джона Графтона» — хозяйка
- 1980 — Незаконченный ужин — Шарлотта Пальмгрен
- 1981 — Помнить или забыть — Кретова
- 1981 — Право на выстрел — следователь
- 1982 — Таран — пассажирка в автомобиле
- 1982 — Возвращение Баттерфляй — сестра Соломии
- 1983 — Каменистый путь — Алиса
- 1983 — Замкнутый круг — Бригитта Штрём, танцовщица
- 1984 — Во времена волчьих законов — Лийза Пезентак
- 1984 — Сказки старого волшебника — добрая фея
- 1984 — На арене Лурих — Анна
- 1985 — Чужой случай — Женя
- 1985 — Свора — Элоис
- 1985 — Матч состоится в любую погоду — журналистка
- 1986 — Последний репортаж — Биргит
- 1987 — Стечение обстоятельств — жена Янсона
- 1989 — Не покидай — Оттилия, жена канцлера, сестра королевы
- 1989 — Судьбинушка — жена Станкевича
- 1991 — Собака, которая умела петь / Suns kurš prata dziedāt  — Ингрид Кенон
- 1991 — Отдушина — жена Стрепетова
- 1993 — Клетка / Būris (Латвия, США) — жена Раусе
- 1999 — Кошка сбрасывает хомут / Kass kukub kappadele (Эстония) — Регина
- 2001 — Бросить походя / Pa ceļam aizejot (Латвия) — Вера
- 2002 — Каменская-2 (телесериал) — секретарь Кнепке
- 2007 — Горькое вино / Rūgtais vīns (Латвия) — Регина
- 2009 — Охота  / Medības  (Латвия) — доктор
- 2018 — Хомо Новус /  Homo Novus (Латвия) — госпожа Мелменис
- 2021 — Идеальное убийство /  The Good Neighbor (США, Латвия) — миссис Петрова
- 2022 — Арчи и Нелли, или Как улучшить качество своей жизни и прожить до 100 лет /  Ārčijs un Nellija,  jeb kā uzlabot dzīves kvalitāti un nodzīvot līdz 100 gadiem (мини-сериал, Латвия) — Нелли

## Награды
- 2007 — Премия «Большой Кристап» — за роль в фильме «Горькое вино» режиссёра Роланда Калныньша
- 2009 — Премия «Ночь лицедеев» в номинации актриса второго плана
- 2020 — Премия имени Лилиты Берзини